# Belgische Touwtrekbond
De Belgische Touwtrekbond (BTB) is de overkoepelende bond voor touwtrekken in België. Het hoofdbureau van de bond is gevestigd in Merksplas.

## Geschiedenis
In Vlaanderen is de BTB actief als Belgische Touwtrekbond - Afdeling Vlaanderen, kortweg BTB-Vl. Deze organisatie werd opgericht op 21 juni 1991 en sloot in 1999 aan bij de VlaS ((Vlaamse Traditionele Sporten vzw). In 2004 werd de organisatie gereorganiseerd en werd er een gezamenlijke competitie opgezet van Antwerpse en Noord-Brabantse clubs in samenwerking met de Nederlandse Touwtrekbond (NTB) afdeling Brabant. 
Daarnaast werd er een competitie in West-Vlaanderen opgericht.